# Reserva Tampoketsa Analamaitso
La Reserva Tampoketsa Analamaitso es una reserva de vida silvestre de Madagascar que se encuentra en la Región de Sofía. Cubre 17150 ha en los tres distritos de: Puerto Bergé,  Mandritsara y  Mampikony.
Esta reserva abarca densos bosques húmedos  de altitud media y densos bosques secos en el oeste.
Tres especies de lémures se encuentran en esta reserva Microcebus rufus, Cheirogaleus sp.) y Eulemur fulvus fulvus.
Esta reserva es de difícil acceso y el pueblo más cercano Sahalentina se encuentra a una distancia de 41,6 km y donde no se puede llegar en la temporada de lluvias de noviembre a marzo.